# '98 Live Meltdown
'98 Live Meltdown es el tercer álbum en directo de la banda británica de heavy metal Judas Priest, publicado en 1998 por SPV Records para Europa y por CMC International para los Estados Unidos. Es el primer registro en vivo con el vocalista Tim 'Ripper' Owens, cuya grabación se realizó en 1998 durante la gira Jugulator World Tour en promoción al disco del mismo nombre.

## Lista de canciones
Todas las canciones escritas por Rob Halford, Glenn Tipton y K.K. Downing, a menos que se indique lo contrario.

### Disco uno
| N.º | Título                       | Escritor(es)       | Duración |  |
| 1.  | «The Hellion»                |                    | 1:08     |  |
| 2.  | «Electric Eye»               |                    | 3:47     |  |
| 3.  | «Metal Gods»                 |                    | 4:09     |  |
| 4.  | «Grinder»                    |                    | 4:26     |  |
| 5.  | «Rapid Fire»                 |                    | 4:24     |  |
| 6.  | «Blood Stained»              | Downing, Tipton    | 5:08     |  |
| 7.  | «The Sentinel»               |                    | 5:46     |  |
| 8.  | «A Touch of Evil»            |                    | 5:51     |  |
| 9.  | «Burn in Hell»               | Downing, Tipton    | 5:34     |  |
| 10. | «The Ripper»                 | Tipton             | 3:52     |  |
| 11. | «Bullet Train»               | Downing, Tipton    | 5:58     |  |
| 12. | «Beyond the Realms of Death» | Halford, Les Binks | 7:13     |  |
| 13. | «Death Row»                  | Downing, Tipton    | 4:22     |  |

### Disco dos
| N.º | Título                                                                      | Escritor(es)                        | Duración |  |
| 1.  | «Metal Meltdown»                                                            |                                     | 5:02     |  |
| 2.  | «Night Crawler»                                                             |                                     | 6:11     |  |
| 3.  | «Abductors»                                                                 | Downing, Tipton                     | 5:54     |  |
| 4.  | «Victim of Changes»                                                         | Al Atkins, Halford, Downing, Tipton | 8:31     |  |
| 5.  | «Diamonds & Rust» (cover de Joan Báez)                                      | Joan Báez                           | 3:54     |  |
| 6.  | «Breaking the Law»                                                          |                                     | 2:36     |  |
| 7.  | «The Green Manalishi (With the Two-Pronged Crown)» (cover de Fleetwood Mac) | Peter Green                         | 4:53     |  |
| 8.  | «Painkiller»                                                                |                                     | 6:28     |  |
| 9.  | «You've Got Another Thing Comin'»                                           |                                     | 8:35     |  |
| 10. | «Hell Bent for Leather»                                                     | Tipton                              | 2:48     |  |
| 11. | «Living After Midnight»                                                     |                                     | 6:01     |  |

## Músicos
- Tim 'Ripper' Owens: voz
- K.K. Downing: guitarra eléctrica
- Glenn Tipton: guitarra eléctrica
- Ian Hill: bajo
- Scott Travis: batería